# 10224 Hisashi
A 10224 Hisashi (ideiglenes jelöléssel 1997 UK22) a Naprendszer kisbolygóövében található aszteroida. N. Sato fedezte fel 1997. október 26-án.